# BVA Cup 2011 (maschile)
La BVA Cup 2011, 4ª edizione della omonima competizione di pallavolo maschile, si è svolta dal 9 all'11 settembre 2011: al torneo hanno partecipato quattro squadre di club afferenti alla BVA e la vittoria finale è andata per la prima volta all'Universitatea Cluj.

## Regolamento

### Formula
La formula ha previsto un girone all'italiana.

### Criteri di classifica
Sono stati assegnati 2 punti alla squadra vincente e 1 a quella sconfitta.
L'ordine del posizionamento in classifica è stato definito in base a:
- Punti;
- Ratio dei set vinti/persi;
- Ratio dei punti realizzati/subiti;
- Risultati degli scontri diretti.

## Squadre partecipanti
- Jedinstvo Brčko
- Škendija
- Universitatea Cluj
- Ribnica

## Torneo

### Risultati
| 9 settembre 2011 Sala Sporturilor Horia Demian, Cluj-Napoca Durata: ? - Spettatori: ?  | Jedinstvo Brčko | 0 - 3 | Ribnica            | 17-25, 21-25, 17-25               |
| 9 settembre 2011 Sala Sporturilor Horia Demian, Cluj-Napoca Durata: ? - Spettatori: ?  | Škendija        | 1 - 3 | Universitatea Cluj | 17-25, 25-19, 21-25, 20-25        |
| 10 settembre 2011 Sala Sporturilor Horia Demian, Cluj-Napoca Durata: ? - Spettatori: ? | Škendija        | 1 - 3 | Ribnica            | 14-25, 25-23, 30-32, 20-25        |
| 10 settembre 2011 Sala Sporturilor Horia Demian, Cluj-Napoca Durata: ? - Spettatori: ? | Jedinstvo Brčko | 0 - 3 | Universitatea Cluj | 23-25, 19-25, 19-25               |
| 11 settembre 2011 Sala Sporturilor Horia Demian, Cluj-Napoca Durata: ? - Spettatori: ? | Škendija        | 3 - 1 | Jedinstvo Brčko    | 20-25, 25-22, 28-26, 25-19        |
| 11 settembre 2011 Sala Sporturilor Horia Demian, Cluj-Napoca Durata: ? - Spettatori: ? | Ribnica         | 2 - 3 | Universitatea Cluj | 23-25, 25-23, 28-26, 21-25, 13-15 |

### Classifica
| Pos. | Squadra            | Pt | G | V | P | SV | SP | Ratio | PF  | PS  | Ratio |
| ---- | ------------------ | -- | - | - | - | -- | -- | ----- | --- | --- | ----- |
| 1.   | Universitatea Cluj | 6  | 3 | 3 | 0 | 9  | 3  | 3,000 | 283 | 254 | 1,114 |
| 2.   | Ribnica            | 5  | 3 | 2 | 1 | 8  | 4  | 2,000 | 290 | 258 | 1,124 |
| 3.   | Škendija           | 4  | 3 | 1 | 2 | 5  | 7  | 0,714 | 270 | 291 | 0,927 |
| 4.   | Jedinstvo Brčko    | 3  | 3 | 0 | 3 | 1  | 9  | 0,111 | 208 | 248 | 0,838 |

## Classifica finale
| Pos | Squadra            | Qualificazione        |
| --- | ------------------ | --------------------- |
|     | Universitatea Cluj | Challenge Cup 2011-12 |
| 2   | Ribnica            |                       |
| 3   | Škendija           |                       |
| 4   | Jedinstvo Brčko    |                       |